# Renascer (2024)
Renascer é uma telenovela brasileira produzida e exibida pela TV Globo de 22 de janeiro a 6 de setembro de 2024, em 197 capítulos. Substituiu Terra e Paixão e foi substituída por Mania de Você, sendo a 22.ª "novela das nove" da emissora.
É um reboot da telenovela de mesmo nome, criada e escrita por Benedito Ruy Barbosa e exibida originalmente pela TV Globo em 1993. Adaptada por Bruno Luperi, com direção de Walter Carvalho, Alexandre Macedo, Ricardo França e Mariana Betti, direção geral de Pedro Peregrino e direção artística de Gustavo Fernandez.
Contou com Marcos Palmeira, Juan Paiva, Theresa Fonseca, Sophie Charlotte, Vladimir Brichta, Giulia Buscacio, Camila Morgado e Gabriela Medeiros.

## Enredo
No passado, ao chegar na zona cacaueira da região rural de Ilhéus, na Bahia, José Inocêncio (Humberto Carrão / Marcos Palmeira) fincou seu facão aos pés de um frondoso jequitibá, estabelecendo com este um pacto para ter o "corpo fechado". Com isto e o apoio da sua fiel escudeira, Inácia (Edvana Carvalho), sobreviveu às tentativas de assassinato dos poderosos coronéis da época, Firmino (Enrique Díaz) e Belarmino (Antonio Calloni), e, no decorrer dos anos, se tornou um grande produtor de cacau, passando a ser conhecido como uma figura mítica na região, tanto devido ao pacto com o jequitibá quanto à proteção do diabinho que carrega consigo numa garrafa. Mas nenhum pacto pode ajudar José Inocêncio na trágica morte do seu grande amor, a doce Maria Santa (Duda Santos), após o parto do quarto filho do casal, João Pedro (Juan Paiva). Devido a esta perda, José Inocêncio se torna um homem depressivo e rejeita de maneira cruel o caçula, que acaba aos cuidados de Deocleciano (Adanilo / Jackson Antunes) e Morena (Uiliana Lima / Ana Cecília Costa), agregados da fazenda do coronel. Enquanto os três filhos mais velhos de Inocêncio, José Augusto (Renan Monteiro), José Bento (Marcello Melo Jr.) e José Venâncio (Rodrigo Simas) são enviados para estudar na capital do estado, Salvador, e se formarem como "doutores", João Pedro cresce aprendendo a lida do cacau com o pai, mas sem ter sua afeição.
Já na atualidade, João Pedro conhece, na casa da cafetina Jacutinga (Juliana Paes), a misteriosa Mariana (Theresa Fonseca), e, querendo emular a história de amor de seu pai, que também acolheu Maria Santa após ela ter sido abandonada no bordel, resolve trazê-la para morar na fazenda. Mariana é, na verdade, neta do coronel Belarmino, que foi assassinado misteriosamente no passado e teve suas terras compradas por Inocêncio. Inicialmente, ela busca vingança, mas logo surpreende-se ao desenvolver um sentimento de amor por Inocêncio, a mesma pessoa a quem responsabiliza pela tragédia acontecida em sua família. O triângulo amoroso acirra a tensão entre pai e filho, que ainda aumenta quando Sandra (Giullia Buscacio), filha do coronel Egídio (Vladimir Brichta), herdeiro do coronel Firmino e maior desafeto de Inocêncio na atualidade, se envolve com João Pedro, reacendendo a guerra entre as famílias. A jovem se muda de Salvador para Ilhéus para cuidar de sua mãe, a submissa e religiosa Iolanda (Camila Morgado), chamada pejorativamente pelo marido de “Dona Patroa”. Outra vítima do assédio de Egídio é Joaninha (Alice Carvalho), esposa do sonhador Tião (Irandhir Santos), trabalhador explorado pela crueldade do coronel que abandonou o manguezal com o desejo de mudar de vida e se torna obcecado em ter seu próprio diabinho na garrafa, assim como José Inocêncio.
Enquanto isso, no Rio de Janeiro, mora José Venâncio, que mantém um casamento frustrado com a ambiciosa ex-modelo Eliana (Sophie Charlotte), e acaba em conflito com seus próprios preconceitos ao se apaixonar pela psicóloga Buba (Gabriela Medeiros), uma mulher trans. Esta última acolhe em sua casa a garota de rua Teca (Lívia Silva), que está grávida. Venâncio e Buba decidem adotar o bebê de Teca, mas, ao contar a notícia para José Inocêncio, ele o engana dizendo que Buba está grávida de um filho seu, causando uma série de mentiras devido à sua busca pela aprovação do pai. A situação piora quando, em uma vingança de Egídio, Venâncio acaba assassinado no caminho entre a fazenda do pai e Ilhéus, deixando sobre José Augusto e uma contrariada Buba o peso de sustentar a farsa. Quem se enfurece com a situação é Eliana, que se torna decidida a abalar a vida de Buba e dos Inocêncio e vai atrás da família a fim de ter o que considera seu por direito, chegando até a aliar-se com o coronel Egídio para este fim, e passando a viver um tórrido caso com o assassino de aluguel Damião (Xamã).

## Elenco
| Intérprete            | Personagem                                              |
| --------------------- | ------------------------------------------------------- |
| Marcos Palmeira       | José Inocêncio (Zé Inocêncio / Painho)                  |
| Juan Paiva            | João Pedro da Conceição Inocêncio                       |
| Theresa Fonseca       | Mariana Paiva Ferreira                                  |
| Sophie Charlotte      | Eliana Vieira                                           |
| Vladimir Brichta      | Coronel Egídio da Costa Coutinho                        |
| Giullia Buscacio      | Sandra de Brito da Costa Coutinho Inocêncio             |
| Camila Morgado        | Iolanda Fernandes de Brito (Dona Patroa)                |
| Gabriela Medeiros     | Isabela Carvalho (Buba)                                 |
| Renan Monteiro        | José Augusto da Conceição Inocêncio (Zé Augusto / Guto) |
| Marcello Melo Jr.     | José Bento da Conceição Inocêncio (Zé Bento / Bentinho) |
| Irandhir Santos       | Sebastião de Pádua (Tião Galinha)                       |
| Alice Carvalho        | Joana de Pádua (Joaninha)                               |
| Xamã                  | Damião Cunha                                            |
| Edvana Carvalho       | Inácia de Jesus Galvão                                  |
| Jackson Antunes       | Deocleciano Barbosa                                     |
| Ana Cecília Costa     | Morena de Souza Barbosa                                 |
| Mell Muzzillo         | Rita de Cássia de Jesus Galvão (Ritinha)                |
| Samantha Jones        | Elídia Jupará (Zinha)                                   |
| Lívia Silva           | Teresa Cristina Guedes (Teca)                           |
| Matheus Nachtergaele  | Norberto Ferreira do Nascimento                         |
| Almir Sater           | Turco Rachid                                            |
| Eli Ferreira          | Maria Lúcia Nogueira (Professora Lu)                    |
| Breno da Matta        | Pastor Lívio                                            |
| Juliane Araújo        | Valquíria Pereira (Kika)                                |
| Pedro Neschling       | Eriberto Ramos (Eri / Beto)                             |
| Osvaldo Mil           | Marçal                                                  |
| José Duboc            | Eduardo (Du)                                            |
| Juan Queiroz          | Pitoco                                                  |
| Gabriel Lima da Silva | Neno                                                    |
| Manuela Ofredi        | Manuela de Pádua (Manu)                                 |
| Pedro Cupido          | Pedro de Pádua                                          |

### Participações especiais
| Intérprete             | Personagem                                         |
| ---------------------- | -------------------------------------------------- |
| Humberto Carrão        | José Inocêncio (jovem)                             |
| Duda Santos            | Maria Santa da Conceição Inocêncio (Santinha)      |
| Rodrigo Simas          | José Venâncio da Conceição Inocêncio (Zé Venâncio) |
| Juliana Paes           | Jacutinga de Arrabal                               |
| Malu Mader             | Aurora Guimarães Loureiro                          |
| Lucy Alves             | Lilith                                             |
| Chico Díaz             | Padre Santo                                        |
| Antonio Calloni        | Coronel Belarmino Ferreira                         |
| Enrique Díaz           | Firmino Coutinho (Coronel Pica-Pau)                |
| Maria Fernanda Cândido | Cândida Gouveia                                    |
| Fábio Lago             | Acácio Venâncio da Conceição (Venâncio / Boi)      |
| Belize Pombal          | Quitéria da Conceição                              |
| Quitéria Kelly         | Helena Ferreira (Nena)                             |
| Evaldo Macarrão        | Aurelino Jupará (Jupará)                           |
| Mac Suara              | Francisco Cunha (Chico)                            |
| Gabriela Loran         | Maitê                                              |
| Bianca Dellafancy      | Jorge / Janaína                                    |
| Galba Gogóia           | Natasha                                            |
| Gabriella Cristina     | Marianinha                                         |
| Malu Galli             | Meire Carvalho                                     |
| Guilherme Fontes       | Humberto Carvalho                                  |
| Miguel Rômulo          | Décio                                              |
| Julia Lemos            | Flor Jupará                                        |
| Flávia Barros          | Juliete                                            |
| Roney Villela          | Clementino                                         |
| Alexandre Damascena    | Piolho                                             |
| Kika Farias            | Ruth                                               |
| Raisa Mousinho         | Neide                                              |
| Edmilson Barros        | Delegado Nórcia                                    |
| Maria Zenayde          | Dalva                                              |
| Akin Garragar          | Investigador                                       |
| Lana Guelero           | Enfermeira                                         |
| Adanilo                | Deocleciano (jovem)                                |
| Uiliana Lima           | Morena (jovem)                                     |
| Gabriel Sater          | Turco Rachid (jovem)                               |
| Guilherme Brumatti     | Egídio (jovem)                                     |
| Caique Ivo             | João Pedro (criança)                               |
| Guilherme Leal         | José Venâncio (criança)                            |
| Davi Altino            | José Augusto (criança)                             |
| Alan Pellegrino        | Entregador Casas Bahia                             |

## Produção
Após o sucesso de Pantanal, que foi uma das maiores médias do horário das nove desde a retomada das produções inéditas por conta das paralisações causadas pela Pandemia de COVID-19, a TV Globo estudava recriar novas versões de dois grandes sucessos: Elas por Elas, para o horário das seis, e Renascer, para o horário das nove. Os primeiros rumores sobre o reboot de Renascer vieram à tona em janeiro de 2023, quando Bruno Luperi, neto de Benedito Ruy Barbosa e um dos autores responsáveis pela readaptação de Pantanal, conversava com um grupo de ativistas transsexuais, uma vez que a novela original possuía uma personagem interssexual. Em fevereiro de 2023, a Globo começou a pré-produção do reboot da telenovela, que entrou na fila do horário das nove da emissora carioca. Luperi viajou à região sul da Bahia para conhecer o cultivo de cacau e, ainda, escolher algumas locações para a trama. Em 12 de abril de 2023, a TV Globo durante um evento na Rio 2C, confirmou a produção do reboot para o ano de 2024, substituindo Terra e Paixão. A produção ocasionou em mais um adiamento de O Arroz de Palma, novela das seis de Luperi, em parceria com sua mãe Edmara Barbosa, baseada no livro de mesmo nome de Francisco Azevedo, anteriormente suspensa pela refilmagem de Pantanal. Gustavo Fernandez, repetindo a parceria com o autor foi escolhido como diretor artístico, mas antes o nome de Carlos Araújo chegou a ser cotado para função.

### Escolha do elenco
Marcos Palmeira e Murilo Benício foram os primeiros cotados para interpretar o protagonista José Inocêncio, porém o primeiro foi escolhido após o ótimo desempenho como o protagonista do reboot de Pantanal, marcando a segunda vez de Palmeira como protagonista de um reboot de uma obra na qual também atuou na primeira versão. O nome do ator Leonardo Vieira, que interpretou o protagonista na primeira fase na trama original, também chegou a ser sugerido pelos fãs da obra original para o papel do protagonista, mas o ator nunca recebeu um convite formal da emissora. Renato Góes e Romulo Estrela foram cotados para viver o protagonista na primeira fase da trama, porém, o papel ficou com Humberto Carrão. Carrão também foi cotado para interpretar Zé Bento, um dos herdeiros do protagonista, mas não houve acerto com a direção e o personagem foi entregue para Marcelo Mello Jr.. Para o papel de Mariana, personagem interpretada por Adriana Esteves na versão original, o autor Bruno Luperi e o diretor Gustavo Fernandez sugeriram os nomes de Alice Wegmann e Clara Moneke, esta última após o seu ótimo desempenho em Vai na Fé. Wegmann declinou o convite para se dedicar às séries de televisão Rensga Hits! e Senna, enquanto as negociações para Moneke interpretar a personagem não avançaram. Os nomes de Mel Maia, Klara Castanho e Larissa Manoela também foram cotados pela imprensa, porém, as duas primeiras foram descartadas por ainda passarem uma forte imagem "infantil" para contracenarem com Marcos Palmeira e pela cenas sensuais que seriam gravadas, enquanto a última não chegou a ser confirmada pela emissora. Por fim, a estreante Theresa Fonseca foi confirmada como a intérprete da personagem após seu ótimo desempenho em Mar do Sertão.
O nome da atriz Sônia Braga foi amplamente divulgado pela imprensa para fazer uma participação como a cafetina Jacutinga, personagem encabeçada por Fernanda Montenegro na versão original, porém a atriz negou que tenha recebido qualquer convite da emissora. Intérprete de Mariana na primeira versão da novela, Adriana Esteves foi convidada para viver a dona do bordel, mas por falta de espaço na agenda, Esteves recusou o papel e Juliana Paes foi escalada. Léa Garcia chegou a ser convidada para interpretar a governanta Inácia, papel defendido por Chica Xavier na primeira versão, porém a atriz acabou falecendo em 15 de agosto de 2023, poucos dias depois do convite. Em 19 de setembro, a atriz Edvana Carvalho foi oficializada como a intérprete da personagem. A cantora Iza foi considerada para interpretar Maria Santa na primeira fase da história, porém, sua idade foi considerada inadequada, fazendo com que o papel fosse entregue para a estreante Duda Santos, logo após seu ótimo desempenho em Travessia. A personagem Buba, originalmente intersexo e defendida pela atriz cisgênero Maria Luísa Mendonça, foi reescrita para ser uma mulher trans. Com isto, a emissora escalou a atriz transsexual Gabriela Medeiros após seu ótimo desempenho na série de televisão Vicky e a Musa. Posteriormente, a trama retornou ao tema da intersexualidade através do filho da personagem Teca.
A emissora desejava que o ator Marco Pigossi, afastado das telenovelas desde A Força do Querer (2017) e Onde Nascem os Fortes (2018), interpretasse um dos filhos de José Inocêncio, porém as negociações não foram adiantes por conta dos compromissos do ator com o mercado internacional e as produções para as plataformas de streaming.  Inicialmente confirmado no elenco como o intérprete de José Venâncio, um dos filhos de José Inocêncio e interpretado originalmente por Taumaturgo Ferreira, Rodrigo Simas deixou o elenco por motivos pessoais. A emissora chegou a convidar Thomás Aquino para o papel, porém o ator teve que recusar devido à falta de espaço na agenda com as gravações de um projeto para o serviço de streaming Netflix e as produções Os Outros e Guerreiros do Sol, ambas exclusivas da plataforma Globoplay. Posteriormente, Simas voltou atrás e acertou com a produção para viver o personagem. Fábio Assunção foi cotado para viver o Coronel Belarmino, interpretado por José Wilker na versão original, mas não chegou a um acordo com a produção e foi substituído por Antonio Calloni. Marcelo Serrado foi cogitado para interpretar o vilão Teodoro, vivido na versão original por Herson Capri, porém o ator havia fechado contrato com a plataforma Max para a primeira telenovela do streaming, Beleza Fatal, e o papel foi entregue para Vladimir Brichta – sendo que o personagem foi renomeado, passando a se chamar Egídio, a fim de evotar confusões com o nome do vilão de Pantanal, Tenório. Maria Fernanda Cândido foi cotada para interpretar a submissa Dona Patroa, personagem vivida por Eliane Giardini na versão original, porém as negociações não avançaram e Camila Morgado ficou com o papel; no entanto, Cândido acabou participando da primeira fase com uma personagem escrita especialmente para ela. Intérprete do Tião Galinha na versão original, Osmar Prado recusou o convite para viver o comerciante Norberto nesta nova versão, por receio de ser comparado com Irandhir Santos, o Tião do reboot. Assim, o personagem passou para Matheus Nachtergaele.
Para interpretar a personagem Aurora, vivida por Mara Carvalho na versão de 1993, a direção convidou Paolla Oliveira, mas a atriz já estava envolvida com outra produção e teve que recusar o convite. Os diretores convidaram na sequência Malu Mader, que aceitou, marcando assim o seu retorno à TV, de onde estava afastada desde uma participação em Malhação: Vidas Brasileiras (2018).

### Gravações
As gravações da novela tiveram início na cidade de Ilhéus, no interior do estado da Bahia, iniciaram-se em outubro de 2023, envolvendo mais de duzentos profissionais. Entre os locais escolhidos para a gravação da cidade estão a Casa de Cultura Jorge Amado e o Bar Vesúvio, fundado em 1919. As cenas naturais foram em grande parte gravadas na Lagoa Encantada e na Fazenda Primavera.
| |  |  |
| As cenas da novela foram ambientadas nas duas cidades, em Ilhéus, no interior do estado da Bahia e na cidade do Rio de Janeiro. |  |  |

No estado do Rio de Janeiro, cenas foram gravadas no Parque Estadual dos Três Picos para gravar as cenas do 'Jequitibá rei'. Na capital do estado, nos Estúdios Globo, Fábio Rangel foi responsável por arquitetar três cidades cenográficas, a primeira possuindo 2.100 metros quadrados sendo a sede da fazenda Jequitibá-Rei, a segunda feita para para representar a colheita do cacau e o trabalho envolto para a produção do cacau – para isso a Globo comprou uma tonelada do fruto – e a terceira, a maior do projeto cenográfico com 6.400 metros quadrados, para emular um vilarejo na cidade de Ilhéus. Em externas na cidade, cenas foram gravadas nos bairros de São Conrado, Ipanema, entre outros.

## Exibição

### Divulgação
As primeiras imagens do reboot foram divulgadas pela TV Globo em 19 de outubro de 2023 durante o evento Upfront 2024.
O primeiro teaser foi ao ar no dia 20 de dezembro de 2023 durante o intervalo comercial de Terra e Paixão. Já o trailer oficial foi ao ar no dia seguinte (21).
Devido a exibição do jogo Brasil x Equador válido pelas Eliminatórias da Copa do Mundo FIFA de 2026, o último capítulo foi exibido às 20h50, sendo mais curto do que o padrão original.

## Música
Compõem a trilha sonora de Renascer as seguintes canções, além de música original composta por Victor Pozas, Rafael Langoni e Rafael Luperi:
- "Lua Soberana", Luedji Luna part. Xênia França (tema de abertura)
- "Te Faço um Cafuné", Mariana Aydar (tema de João Pedro e Sandra)
- "Quero Você", Maria Bethânia part. Almério (tema de José Inocêncio e Mariana)
- "Uma Vida é Pouco Pra Te Amar", Iza (tema de Buba e José Augusto)
- "Toda Menina Baiana", Gilberto Gil (tema de Ritinha)
- "Não Sei Dançar", Maria Maud (tema de Buba)
- "Balanceiro", Juliana Linhares (tema de Jacutinga)
- "Algoritmo Íntimo", Criolo part. Ney Matogrosso (tema de Eliana)
- "Paraquedas", Russo Passapusso (tema de José Bento)
- "Do Acaso", Alice Caymmi part. Chico César (tema de Zinha)
- "Trem das Cores", Caetano Veloso
- "Palavra Acesa", Quinteto Violado (tema de Tião Galinha)
- "Azougue", Nando Cordel part. Fagner (tema de Mariana)
- "Jardim da Fantasia", Martins (tema de José Inocêncio e Maria Santa)
- "Ainda", Silva (tema de João Pedro e Mariana)
- "Ai Que Saudade d'Ocê", Marcelo Jeneci (tema romântico geral)
- "Vou Tirar Você Desse Lugar", Odair José (tema de Jacutinga e Norberto)
- "Drão", Gilberto Gil (tema de Aurora)
- "Bateu", Gilsons part. Rachel Reis e Mulú
- "Noite Severina", Elba Ramalho
- "Adocica", Beto Barbosa (tema do bordel de Jacutinga)
- "Canto Sedutor", Dori Caymmi part. Mônica Salmaso
- "Curvas do Rio", Xangai part. Quinteto Paraíba
- "Moça Bonita", Geraldo Azevedo
- "Clube da Esquina nº 2", Milton Nascimento
- "Evidente", Castello Branco
- "Última Dança", Agnes Nunes e Neo Beats
- "Seresteiro das Noites", Amado Batista
- "No Toca-Fita do Meu Carro", Bartô Galeno
- "Foi Deus Quem Fez Você", Amelinha
- "Borboletas", Valderez Teixeira (Dona Val)
- "Fui Passear no Norte", Fundo de Quintal

## Recepção

### Audiência
Cercada de espectativas após a novela conquistar R$553,2 milhões em patrocínios e ter uma grande fila de espera com anunciantes, tornando-se recorde de vendas, a TV Globo não estipulou uma meta específica para a trama, mas aguardava pelo menos 30 pontos em boa parte dos capítulos.
O primeiro capítulo registrou 25,9 pontos, 26,8 de pico e 42,7% de share, segundo os dados consolidados do Kantar IBOPE Media, considerando à Região Metropolitana de São Paulo. Apesar de ter marcado o mesmo índice de Travessia em sua estreia, obteve o maior público desde Pantanal em % de televisores ligados. O segundo capítulo registrou 27,6 de média e 28,5 de pico. Ao todo, a novela acumulou 25,8 pontos em sua primeira semana, apresentando o segundo melhor resultado da década na faixa, perdendo apenas para Pantanal. Pelo Painel Nacional Televisivo (PNT), obteve 26 pontos, superando o mesmo texto de Luperi, que registrou 25,7 pontos no mesmo período, tendo seus melhores resultados em Salvador e Belém com 32 e 30 pontos, respectivamente.
No seu sétimo capítulo, exibido em 29 de janeiro de 2024, bateu seu primeiro recorde de audiência com 27,9 pontos e chegando ao pico de 29,2. Apesar dos bons índices na primeira semana, a novela viu a sua média cair, diferente de Pantanal, adaptada pelo mesmo autor na mesma faixa, passando a oscilar na casa dos 25 e 26 pontos, sem apresentar crescimento.
No dia 10 de fevereiro, a trama bateu seu primeiro recorde negativo, marcando apenas 21,2 pontos. Exibida cerca de uma hora antes do habitual devido à transmissão dos desfiles das escolas do Grupo Especial do Rio de Janeiro, no dia 12 de fevereiro, registrou apenas 20,9 pontos, sendo esse seu segundo recorde negativo. Tal marca seria superada em 9 de março, quando registrou apenas 20,7 pontos, sendo prejudicada pela cobertura do jogo de ida da semifinal do Campeonato Carioca entre a dupla Fla-Flu, transmitido na Rede Bandeirantes, que registrou 4,6 pontos, pegando boa parte do público. No Rio de Janeiro, registrou 18,1 pontos contra 12,3 da Band, que chegou ao pico máximo de 15, encostando na novela.
Após um período de altos e baixos e impulsionada pela final do Big Brother Brasil 24, a trama bateu seu segundo recorde no dia 16 de abril com 28 pontos e pico de 31,6 e share de 45,9%. No entanto, entre os meses de maio e julho, a novela continuou sem apresentar crescimento, alcançando a máxima de 27 pontos, sendo raros os dias em que a trama ultrapassa essa marca chegando a 28 de pico. Apesar do sucesso comercial, a trama figura no ranking dos piores índices do horário das nove, se aproximando de outras novelas como Travessia e Babilônia. Em 27 de julho, exibida fora do horário normal devido à transmissão do Campeonato Brasileiro, registrou pífios 19,9 pontos, superando a sua marca negativa do dia 9 de março e se tornando o seu pior índice desde a estreia.
Em sua última semana de exibição bateu recorde de audiência no capítulo do dia 4 de setembro de 2024, com 28,3 pontos de média, 30 de pico e 45,7% de share. O penúltimo capítulo consolidou 27,9 pontos, registrando a sua maior participação com 46% de share. O último capítulo registrou 27,1 pontos e 30 de pico, sendo até então o segundo menos assistido do horário, e 18 pontos na reapresentação. Ao todo, fechou com a média geral de 25,5 pontos, ficando bastante abaixo do esperado pela Globo. Apesar de ter sido elogiada nos bastidores e tendo um excelente desempenho comercial, se tornou a quarta novela menos assistida do horário.

### Críticas
Assim como na primeira versão, o casal José Inocêncio e Mariana, interpretado por Marcos Palmeira e Theresa Fonseca, dividiu as opiniões do público, especialmente devido a diferença de idade dos personagens e o apelido "painho", que é dado por Mariana à Inocêncio. O ator Marcos Palmeira, em entrevista ao Gshow, defendeu a personagem de Theresa, alegando que ela é complexa e dúbia, e que o incômodo causado pela personagem nos telespectadores é intencional. Nesse sentido, comparou a atuação da colega com a de Adriana Esteves, que foi criticada como Mariana em 1993, e constatou que tal incômodo é sinal que as atrizes fizeram bem o seu papel. O romance entre os dois personagens fez com que a ONG Vozes de Anjos abrisse um processo judicial contra a TV Globo, acusando a obra de apologia ao incesto. No entanto, apesar de Mariana chamar José Inocêncio de "painho", os dois personagens não são parentes na história. 
Em relação à novela em geral, o ritmo vagaroso da trama foi apontado como um dos fatores responsáveis pela falta de crescimento no IBOPE durante sua exibição. A primeira versão também chegou a sofrer críticas com a lentidão da história, mas ao contrário da versão atual, foi um dos maiores sucessos da década de 90 e não teve a rejeição do público, mostrando uma mudança no perfil das pessoas que acompanham telenovelas, dando preferência a textos mais ágeis e curtos. O portal UOL destacou alguns dos motivos que poderiam explicar o insucesso de Renascer, estando entre eles: as comparações com Pantanal, que ainda segue recente na memória do público, e a trama anterior, Terra e Paixão, que apresentava história e temáticas principais semelhantes, também centrados em um conflito entre pai e filho no contexto rural.
Ainda em comparação com a novela anterior, o reboot recebeu elogios da crítica em relação ao cuidado estético, destacando o trabalho da direção e da fotografia (comandadas por Gustavo Fernandez e Fabricio Tadeu) e chamou a atenção dos telespectadores pela abordagem do sincretismo religioso, através de personagens como Pastor Lívio e Inácia, praticante do candomblé, trazendo um destaque pouco antes visto às religiões de matiz africana no horário nobre. Chamou a atenção também a abordagem da intersexualidade, através do bebê da personagem Teca. Enquanto na trama original a temática surgiu através de Buba (Maria Luísa Mendonça), o autor Bruno Luperi optou por inserir a questão através de Cacau, nome neutro escolhido por Teca para a criança; através da condição de Cacau, foram apresentados ao público a possibiidade de registrar uma criança como "sexo ignorado" e diálogos sobre a ABRAI (Associação Brasileira Intersexo) e possíveis violências que podem ocorrer com crianças com a condição, tais como a imposição de cirurgia, um aspecto elogiado pela crítica.
Outro aspecto elogiado se refere às atuações da novela. Considerada uma "dor de cabeça" na versão original, a personagem Mariana recebeu algumas modificações do autor Bruno Luperi e da composição da atriz Theresa Fonseca, tornando a personagem mais bem recebida pela crítica e mais compreendida pelo público – ainda mais na reta final, quando a personagem teve um impacto maior no desfecho de Egídio (Vladimir Brichta) do que em 1993. Além de Theresa, Juan Paiva também recebeu elogios de público e crítica, como por exemplo na trama inédita da morte da filha recém-nascida de João Pedro e Sandra (Giullia Buscacio) e nos enfrentamentos com o pai (Marcos Palmeira). Sophie Charlotte também teve sua interpretação como Eliana bem recebida, principalmente pelo tom vilanesco e pelas dinâmicas com Xamã e Brichta.Atores que anteriormente não tinham contato com novelas ou tinham poucas participações no gênero, como o próprio Xamã, Mell Muzzillo, Edvana Carvalho, Alice Carvalho, Renan Monteiro e Gabriela Medeiros também foram amplamente elogiados. Medeiros, em entrevista ao Estadão, relatou ter sofrido alguns ataques por conta da composição mais sutil de sua Buba, mas que recebeu maior compreensão do público posteriormente; suas sequências na trama inédita de Buba com os pais (vividos por Guilherme Fontes e Malu Galli), foram destaque nas redes sociais. 

## Prêmios e indicações
| Ano  | Premiação                | Categoria                           | Indicação            | Resultado | Ref.    |
| ---- | ------------------------ | ----------------------------------- | -------------------- | --------- | ------- |
| 2024 | Premios Produ            | Melhor Telenovela                   | Bruno Luperi         | Venceu    | [ 145 ] |
| 2024 | Prêmio Potências         | Ator do Ano                         | Juan Paiva           | Venceu    | [ 146 ] |
| 2024 | Prêmio Potências         | Ator Coadjuvante                    | Evaldo Macarrão      | Indicado  | [ 146 ] |
| 2024 | Prêmio Potências         | Ator Coadjuvante                    | Marcello Melo Jr.    | Indicado  | [ 146 ] |
| 2024 | Prêmio Potências         | Ator Coadjuvante                    | Xamã                 | Venceu    | [ 146 ] |
| 2024 | Prêmio Potências         | Atriz Coadjuvante                   | Alice Carvalho       | Indicada  | [ 146 ] |
| 2024 | Prêmio Potências         | Atriz Coadjuvante                   | Edvana Carvalho      | Venceu    | [ 146 ] |
| 2024 | Rose d'Or                | Melhor Telenovela                   | Bruno Luperi         | Indicado  | [ 147 ] |
| 2024 | Melhores do Ano          | Novela do Ano                       | Bruno Luperi         | Venceu    | [ 148 ] |
| 2024 | Melhores do Ano          | Melhor Ator de Novela               | Juan Paiva           | Indicado  | [ 148 ] |
| 2024 | Melhores do Ano          | Melhor Ator de Novela               | Marcos Palmeira      | Indicado  | [ 148 ] |
| 2024 | Melhores do Ano          | Melhor Ator Coadjuvante             | Matheus Nachtergaele | Indicado  | [ 148 ] |
| 2024 | Melhores do Ano          | Melhor Ator Coadjuvante             | Vladimir Brichta     | Venceu    | [ 148 ] |
| 2024 | Melhores do Ano          | Melhor Atriz Coadjuvante            | Edvana Carvalho      | Indicada  | [ 148 ] |
| 2024 | Melhores do Ano          | Revelação do Ano                    | Alice Carvalho       | Indicada  | [ 148 ] |
| 2024 | Prêmio F5                | Novela do Ano                       | Bruno Luperi         | Indicado  | [ 149 ] |
| 2024 | Prêmio F5                | Atuação do Ano em Novela            | Juan Paiva           | Venceu    | [ 149 ] |
| 2024 | Prêmio F5                | Atuação do Ano em Papel Coadjuvante | Edvana Carvalho      | Indicada  | [ 150 ] |
| 2024 | Prêmio F5                | Revelação do Ano                    | Duda Santos          | Venceu    | [ 150 ] |
| 2024 | Prêmio F5                | Revelação do Ano                    | Xamã                 | Indicado  | [ 150 ] |
| 2024 | Troféu Internet          | Melhor Novela                       | Bruno Luperi         | Venceu    | [ 151 ] |
| 2024 | Troféu Internet          | Melhor Ator                         | Juan Paiva           | Indicado  | [ 151 ] |
| 2024 | Troféu Internet          | Melhor Ator                         | Marcos Palmeira      | Indicado  | [ 151 ] |
| 2024 | Troféu Internet          | Melhor Atriz                        | Juliana Paes         | Indicada  | [ 151 ] |
| 2024 | Troféu Internet          | Melhor Atriz                        | Sophie Charlotte     | Venceu    | [ 151 ] |
| 2024 | Troféu Imprensa          | Melhor Novela                       | Bruno Luperi         | Indicado  | [ 152 ] |
| 2024 | Troféu Imprensa          | Melhor Ator                         | Juan Paiva           | Venceu    | [ 152 ] |
| 2024 | Troféu Imprensa          | Melhor Ator                         | Marcos Palmeira      | Indicado  | [ 152 ] |
| 2024 | Troféu Imprensa          | Melhor Atriz                        | Sophie Charlotte     | Indicada  | [ 152 ] |
| 2025 | Prêmio APCA de Televisão | Melhor Novela                       | Bruno Luperi         | Indicado  | [ 153 ] |
| 2025 | Prêmio APCA de Televisão | Melhor Ator                         | Juan Paiva           | Indicado  | [ 153 ] |
| 2025 | Prêmio APCA de Televisão | Melhor Ator                         | Vladimir Brichta     | Indicado  | [ 153 ] |
| 2025 | Prêmio APCA de Televisão | Melhor Atriz                        | Edvana Carvalho      | Indicada  | [ 153 ] |
| 2025 | Rose d’Or Latinos        | Melhor Telenovela                   | Bruno Luperi         | Indicado  | [ 154 ] |